# Remora 2000
Pour les articles homonymes, voir Remora.
Le Remora 2000 est un sous-marin de poche français, conçu en 1994 par la Comex de Marseille, pour l'exploration océanographique jusqu’à 600 m (2000 pieds) de profondeur.

## Histoire
Ce sous-marin de poche biplace autonome est conçu avec un grand cockpit sphérique vitré de 95 mm d’épaisseur, pour une vue panoramique jusqu’à 600 m de profondeur. Il est propulsé avec 5 moteurs électriques avec 9 heures d'autonomie.

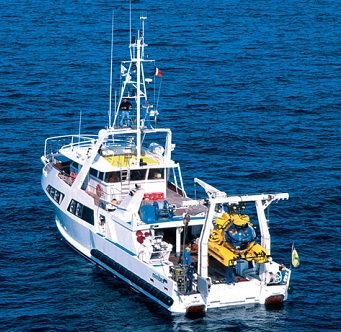
Sur le pont arrière du Minibex Comex
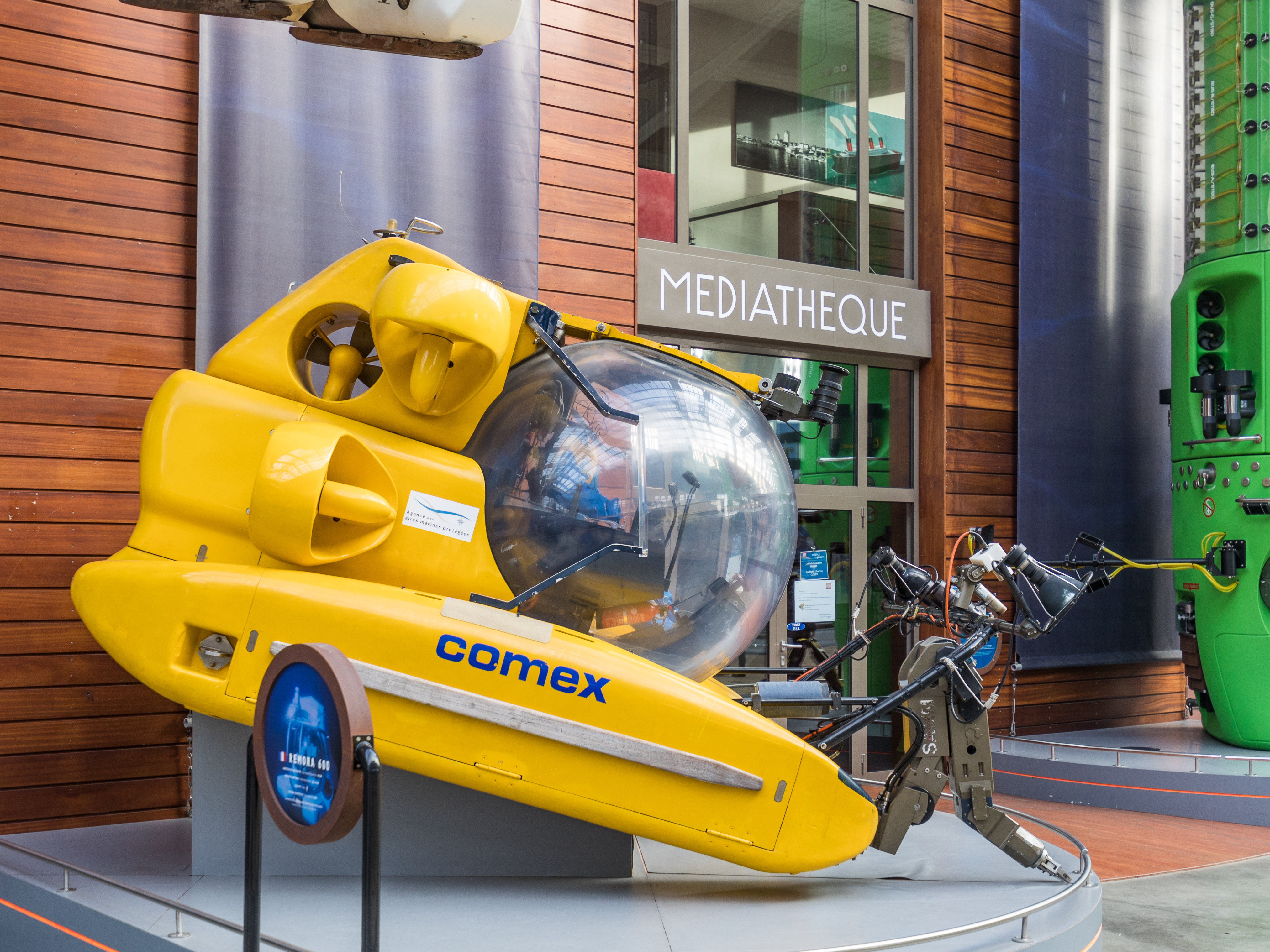
à La Cité de la Mer
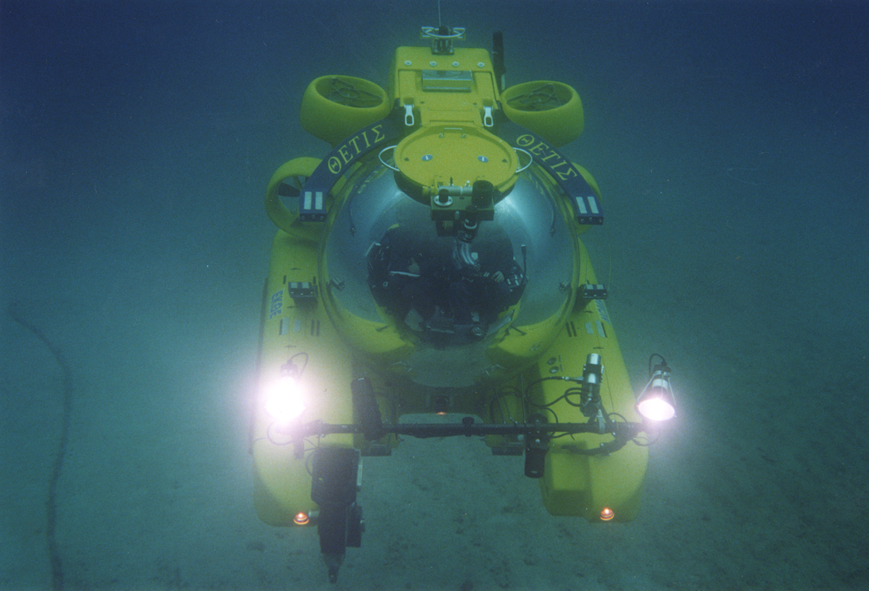
en plongée

Il effectue 731 plongées jusqu'en 2014 avec la Comex, puis est offert par Henri Delauze à La Cité de la Mer de Cherbourg-en-Cotentin en Normandie, où il est depuis exposé en tant que navire musée.

## Caractéristiques techniques[3]
- Profondeur maximale d’immersion : 600 m  (2000 pieds)
- Poids : 5,3 tonnes
- Équipage : un pilote et un observateur
- Vitesse maximum : 2 nœuds
- Autonomie : 9 heures
- Survie : 72 heures

## Télévision
- 2013 : C'est pas sorcier Chasseurs d'épaves, avec Henri Delauze, fondateur de la Comex[4].

## Quelques autres sous-marins COMEX
- Total Sub (1967)
- Castor et Pollux (1967)[5]
- Globule (1974)
- Mob 1000 (1975)
- Moana III (1976)
- Saga I (1987)
- Remora 600 (1988)
- Apache et Super Achille : ROV télécommandés par câble.